# Ricardo Lobo
Ricardo Lobo (ur. 20 maja 1984) – brazylijski piłkarz występujący na pozycji napastnika.

## Kariera piłkarska
Od 2004 roku występował w Guarani FC, Ulbra, Criciúma, Atlético Sorocaba, CENE, Águia Negra, Metropolitano, Tochigi SC, Kashiwa Reysol, JEF United Chiba, Doxa Katokopia, Brusque i Ehime FC.